# René Flächsenhaar
René Flächsenhaar (* 25. Juni 1981 in Schwedt) ist ein deutscher Bassist und Synth-Bass-Spieler.

## Leben
René Flächsenhaar wurde in Brandenburg geboren und spielte im Alter von 14 Jahren Gitarre in einer Schülerband. Das Bassspielen erlernte er als Autodidakt und zog mit 21 Jahren nach Berlin, um dann mit einer Gothicmetal-Band auf Tour zu gehen. Indes hatte er zahlreiche Auftritte in Berliner Clubs, bevor er 2010 mit einer Irish Folk-Band auf Tour ging.
Er spielte unter anderem mit Namika, Tim Bendzko, Meral Al-Mer, Sister Fa, Udo Lindenberg, Mehrzad Marashi und Maite Kelly zusammen. Außerdem tritt er regelmäßig mit Cosmo Kleins Projekt „The Campers“ auf.
Seit 2020 ist er Teil der Band Heavytones, mit denen er zahlreiche Songs aufnahm und Teil der ZDF-Sendung Gottschalks große 90er-Show war.
Flächsenhaar lebt nach wie vor in Berlin.